# Asim Škaljić
Asim Škaljić (Mostar, 9 agosto 1981) è un ex calciatore bosniaco, di ruolo difensore.